# IC 5064
IC 5064 — галактика типу SBa (компактна витягнута галактика) у сузір'ї Індіанець.
Цей об'єкт міститься в оригінальній редакції індексного каталогу.